# Spencer Fullerton Baird

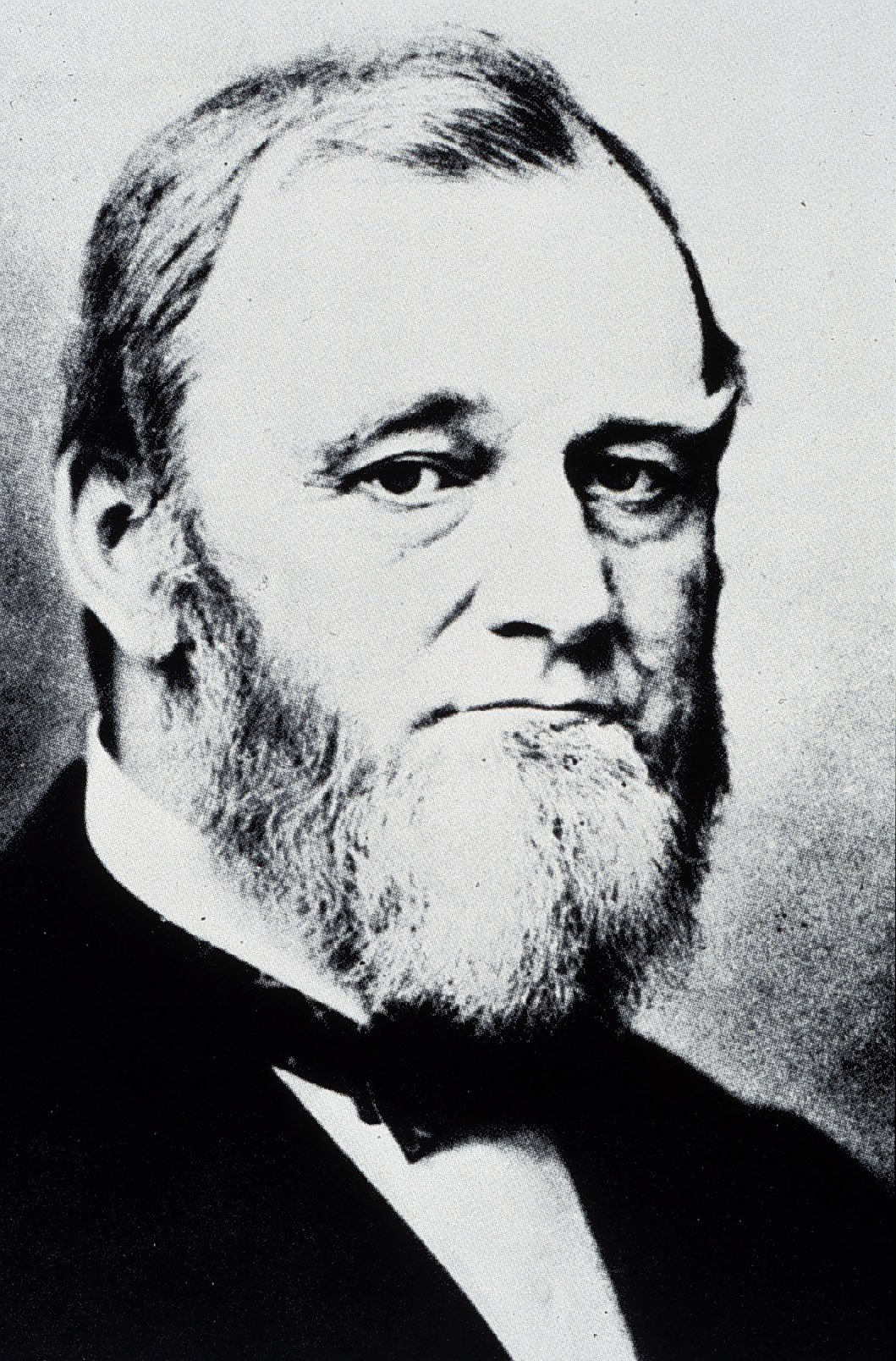
Spencer Fullerton Baird

Spencer Fullerton Baird (geboren am 3. Februar 1823 in Reading, Pennsylvania; gestorben am 19. August 1887 in Woods Hole, Massachusetts) war ein amerikanischer Ornithologe und Ichthyologe.

## Biographie

### Frühe Jahre
Spencer Fullerton Baird wurde in Reading in Pennsylvania geboren. Er begann sein Studium 1836 am Dickinson College in Carlisle und machte hier 1840 seinen Abschluss. Bereits 1838 traf er mit dem Ornithologen John James Audubon zusammen, der ihm einen Teil seiner Vogelsammlung überließ und so den Hauptforschungsbereich Bairds prägte. 1841 bereiste er zu Fuß bei einer ornithologischen Exkursion die Gebirge Pennsylvanias, wobei er nach Zeitzeugen 650 Kilometer in 21 Tagen und 95 Kilometer am letzten Tag zurücklegte.
Nachdem Baird noch einige Jahre Medizin studierte, wurde er 1845 Professor für Naturgeschichte am Dickinson College, wobei er ab 1848 (?) auch die Pflichten des Lehrstuhls für Chemie übernahm sowie Kurse in Physiologie und Mathematik gab. Außerdem war er Kurator der wissenschaftlichen Sammlung des Colleges. Durch dieses große Spektrum an Interessen wurde Baird zu einem der bekanntesten allgemeinen Naturwissenschaftler und Universalgelehrten Amerikas seiner Zeit.

### Smithsonian Institution

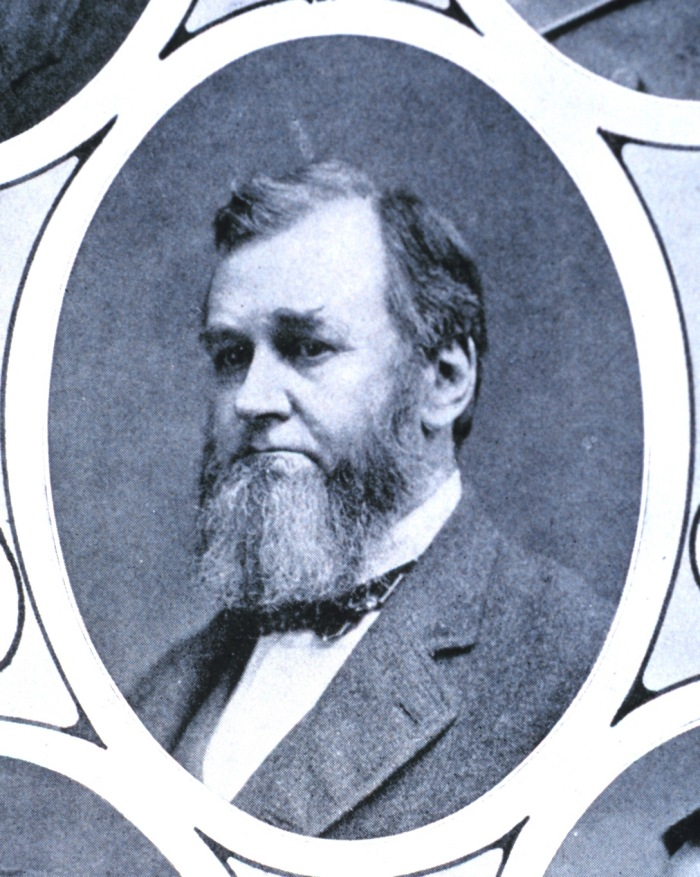
Spencer Fullerton Baird

Zwischen 1850 und 1878 war Baird Berater (Assistant Secretary) der Smithsonian Institution in Washington, D.C., wo er vor allem die Förderung junger Naturwissenschaftler im Megatherium Club übernahm. Mit dem Tod von Joseph Henry 1878 wurde er Leiter des Museums, außerdem war er von 1871 bis zu seinem Tod U.S. Commissioner of Fish and Fisheries. Das Smithsonian wurde unter seiner Leitung zum amerikanischen Nationalmuseum für Naturgeschichte ausgebaut.
Während seiner Tätigkeit am Smithsonian gehörte zu seinen Aufgaben vor allem die Betreuung von Mitarbeitern mit einem sehr großen Spektrum an Arbeitsbereichen. Folglich konzentrierte sich auch seine Arbeit auf unterschiedlichste Themenbereiche, zu denen unter anderem die Ikonographie, die Geologie und Mineralogie, die Botanik, die Anthropologie, die allgemeine Zoologie und auch die Ornithologie gehörten. Für einige Jahre gab er ein jährlich erscheinendes Magazin heraus, welches den Fortschritt in allen Forschungsbereichen darstellte. Außerdem beriet er zwischen 1850 und 1860 diverse von der Regierung eingesetzte Expeditionen zur wissenschaftlichen Untersuchung der westlichen Territorien der USA und erarbeitete für diese eine Arbeitsanleitung zur wissenschaftlichen Sammlung. 1848 wurde er in die American Academy of Arts and Sciences gewählt, 1860 zum Mitglied der Deutschen Akademie der Naturforscher Leopoldina. 1864 wurde er Mitglied der National Academy of Sciences.
Baird starb im großen meeresbiologischen Labor in Woods Hole, Massachusetts, das vor allem aufgrund seines Einsatzes eingerichtet wurde und die wissenschaftliche Ichthyologie mit wirtschaftlichen Interessen verknüpfen sollte. Neben einigen anderen Arten wurden etwa der Bairdstrandläufer (Calidris bairdii) und der Mittelamerikanische Tapir (Tapirus bairdii) nach ihm benannt. Auch der Baird-Gletscher und die Baird Mountains in Alaska tragen seinen Namen.
Er erstbeschrieb 57 Arten von Reptilien.

## Schriften
Spencer Fullerton Baird gehörte zu den wichtigsten amerikanischen Zoologen des auslaufenden 19. Jahrhunderts. Dabei wirkte er vor allem als Förderer junger Wissenschaftler sowie beim Ausbau wissenschaftlicher Einrichtungen. In den USA gehörte er zu den ersten Vertretern der Evolutionstheorie, die von Charles Darwin formuliert wurde. Gemeinsam mit Thomas Mayo Brewer und Robert Ridgway gehörte er zu den ersten, die sich Gedanken über lokale Unterschiede der Vogelarten machten und in den Unterarten nascant species vermuteten, Arten in der Entstehung.
Die Publikationsliste von Spencer Fullerton Baird umfasste von 1843 bis 1882 insgesamt 1063 Einträge, von denen allein 775 Publikationen Artikel in seinen Jahresreporten darstellten. Zu seinen wichtigsten Werken zählen:
- Catalogue of North American Reptiles in the Museum of the Smithsonian Institution (Washington 1853, mit Charles Frédéric Girard)
- Catalogue of North American Birds (Washington 1858)
- Birds, in the series of reports of explorations and surveys for a railway route from the Mississippi river to the Pacific ocean (1858), welches nach Aussagen von Elliott Coues eine neue Epoche der Ornithologie markierte
- Mammals of North America: Descriptions based on Collections in the Smithsonian Institution (Philadelphia, 1859)
- Review of North American Birds (Washington 1864–66)
- A History of North American Birds (Boston, 1875–1884; Land Birds, 3 vols., Water Birds, 2 vols), ein Monumentalwerk, welches er gemeinsam mit Thomas Mayo Brewer und Robert Ridgway erstellte.